# Şirince
Şirince ist ein ehemaliges Dorf (türkisch: köy), jetzt ein Mahalle der Gemeinde (Belediye) Selçuk in der türkischen Provinz Izmir. Mit seinen 530 (2012) Einwohnern liegt es etwa acht Kilometer östlich von Selçuk und dem historischen Ephesos am Ende eines Oliventals am westlichen Rand des Aydın-Gebirges.

## Geschichte
Der frühest bekannte Name der Ortschaft ist Kirkince, das von den Türken wahrscheinlich gemäß der griechischen Aussprache des Namens zu Çirkince (çirkin ist ein türkisches Wort für „hässlich“) verballhornt wurde. Während der griechischen Besetzung Izmirs und Westanatoliens von 1919 bis 1922 hieß die Ortschaft Solmissos nach dem antiken Namen eines Berges in der Nähe des Ortes. 1928 wurde auf Anordnung der Provinzverwaltung in Izmir der Name in Şirince (şirin ist ein türkisches Wort für „nett“, „hübsch“) geändert.
Im 19. Jahrhundert war der Ort für seine Feigen bekannt, die großenteils nach Europa exportiert wurden.
Bis 1924 lebten im heutigen Şirince vor allem christliche Griechen. Damals war die Stadt wesentlich größer und ein wichtiger Handelsort für die umliegenden Klöster. Şirince war auch ein religiöses Zentrum. Es hieß, die Jungfrau Maria wäre dort in den Himmel aufgefahren. Nach dem Griechisch-Türkischen Krieg 1919–1922 kam es zu einer großen Umsiedlungsaktion. Die Griechen wurden aus Şirince vertrieben und Türken, die aus der Gegend von Thessaloniki und Kavala vertrieben worden waren, zogen ein.

## Einwohner
Die Einwohnerzahl sank in Folge der Landflucht Richtung Izmir von ca. 3.000 Einwohnern 1950 auf 550 (2012). Durch die neu geschaffenen Arbeitsplätze im Tourismus konnte die Bevölkerungszahl stabilisiert werden.

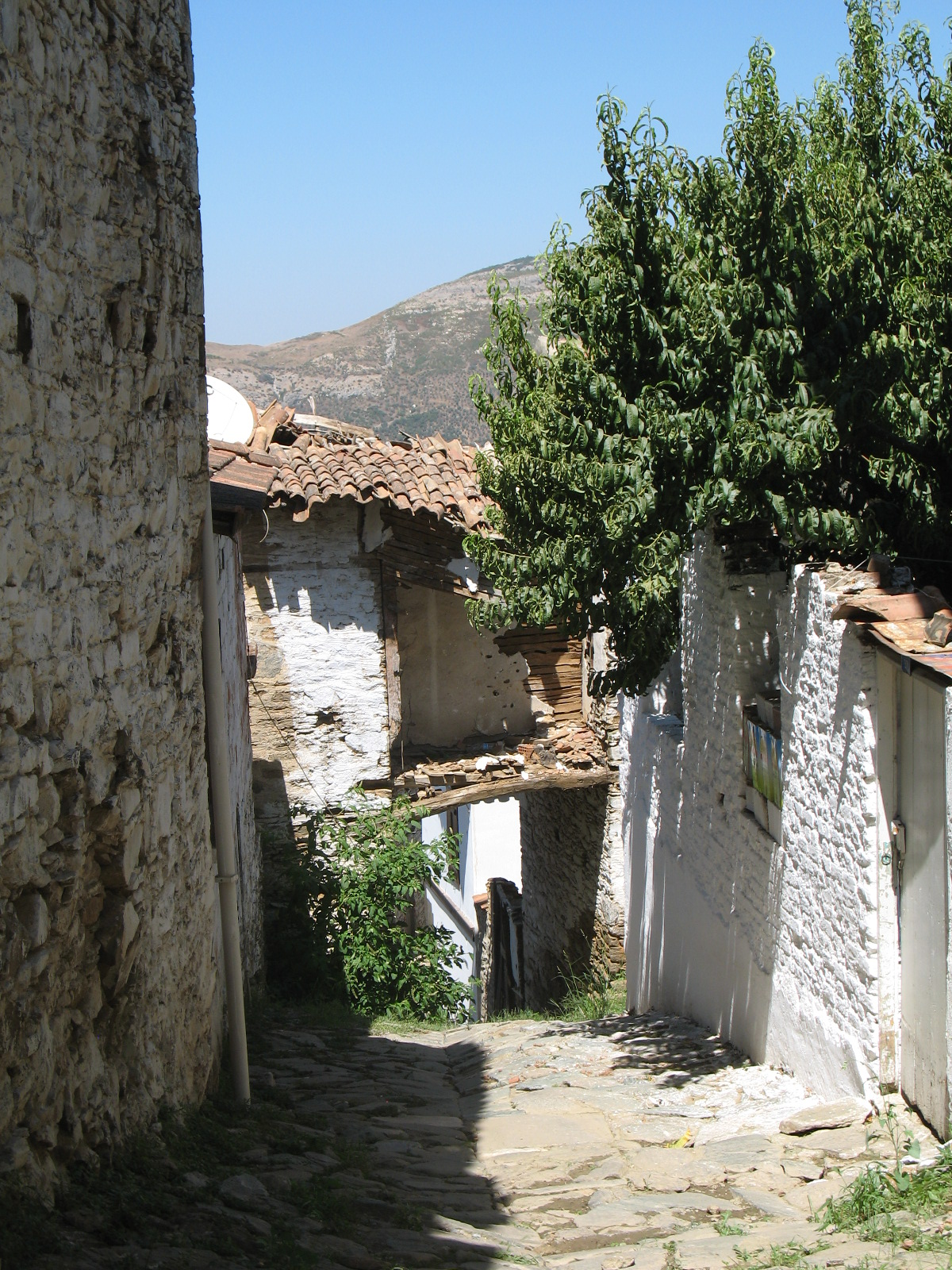
Gasse in Şirince

| Datum | Einwohner (Hauptwohnsitze) |
| ----- | -------------------------- |
| 1950  | 3000                       |
| 1985  | 828                        |
| 1990  | 787                        |
| 2000  | 686                        |
| 2010  | 565                        |
| 2011  | 536                        |
| 2012  | 530                        |

## Verkehr
Şirince ist über drei Wege zu erreichen. Von Osten aus führt eine unbefestigte Landstraße aus dem Dorf Selatin Köy nach Şirince, welches ca. 10 km entfernt liegt. Die beiden Hauptzugänge sind jedoch die alte Straße von Selçuk, die sich durch ein schmales Tal den Berg hochwindet und der sogenannte neue Weg, der seit ca. 2018 besteht und der sich weiter südlich dem Dorf nähert. Beide Wege sind busgängig und ca. 8 km lang. Es gibt ein Sammeltaxisystem (Dolmuş) nach Selçuk. In die Provinzhauptstadt Izmir sind es 83 km.

## Wirtschaft und Touristik
Viele Einwohner haben in den vergangenen Jahren das Dorf verlassen und sind nach Selçuk gezogen. Der Tourismus ist die weitaus dominierende Einnahmequelle geworden. Allerdings gibt es noch Bauern; diese leben hauptsächlich von Pfirsichen, Oliven, Feigen und immer mehr von Walnüssen. Von der Bausubstanz ist Şirince ein authentisches griechisches Dorf, der Baustil mit weißen Hauswänden und roten Dächern ist griechisch. Der Ort steht zwar unter Denkmalschutz. Allerdings hat die Umwidmung von Selçuk und Şirince zu einem Stadtteil von Izmir zur Folge, dass in diesem Stadtteil wie in einer Stadt gebaut werden kann, wodurch der Denkmalschutz immer weniger beachtet wird. Das Dorf ist ein beliebtes Ausflugsziel auf Rundreisen und bei Kreuzfahrtpassagieren; so ist Şirince in den Sommermonaten oft von Touristen überlaufen. Da der Ort an einem steilen Berghang liegt und nur über kleine Gassen verfügt, ist er am besten zu Fuß zu erkunden.
Ausgehend von der griechischen Weinbautradition der ehemaligen Bewohner hat Şirince heute den Ruf als „Weinort“. Zwar haben die Bauern auch schon früher Hauswein hergestellt. Der Sprung in die Neuzeit mit moderner Weinproduktion begann jedoch 1999 durch das Engagement des Winzers Helmut Kraus aus Zell im Zellertal in Deutschland, der in diesem Jahr seinen ersten türkischen Wein kelterte. Heute wird in Şirince kein Wein mehr hergestellt, der gesamte Wein stammt von woanders her, was der Kaufbegeisterung der Touristen jedoch keinen Abbruch tut.
Ende 2012 erlebte das Dorf einen Besucheransturm, weil manche glaubten, dass nach dem Ende des Maya-Kalenders die Welt untergehen würde, dass aber Şirince aufgrund der Marienverehrung und „positiver Energien“ als einziger Ort (neben Bugarach) verschont bliebe.

## Galerie

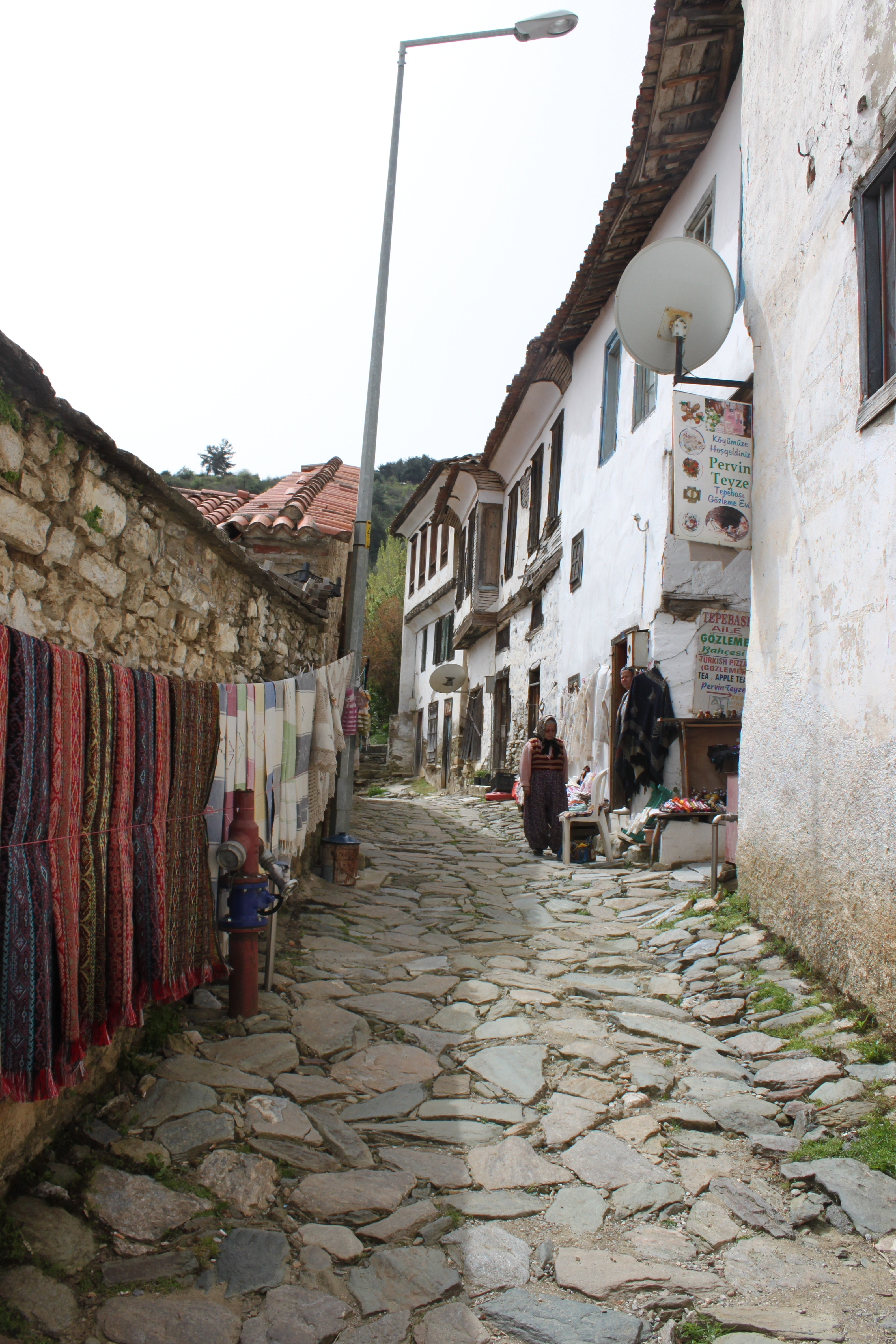
Gasse in Şirince
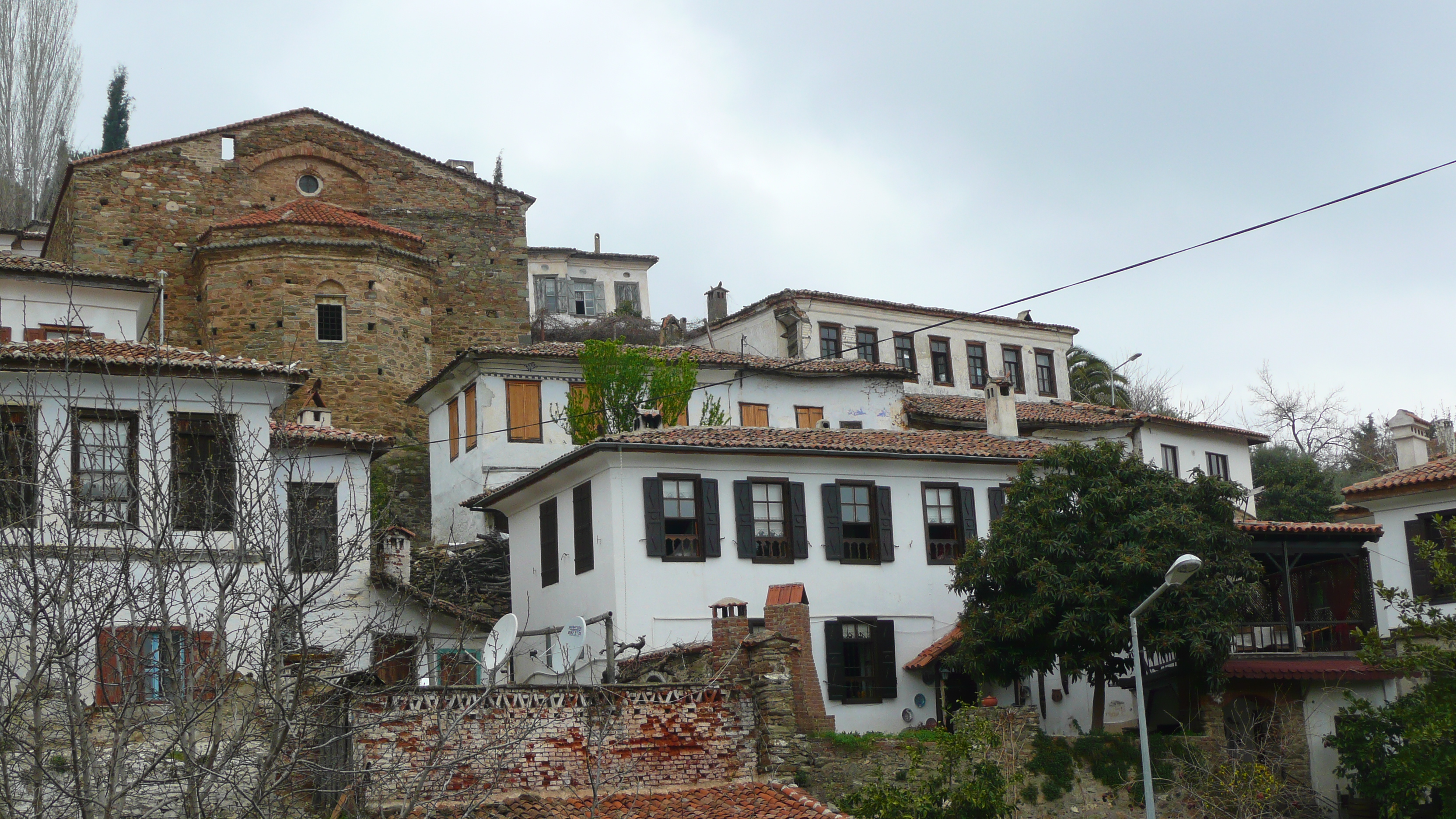
Ehemalige orthodoxe Kirche des Hl. Johannes des Täufers
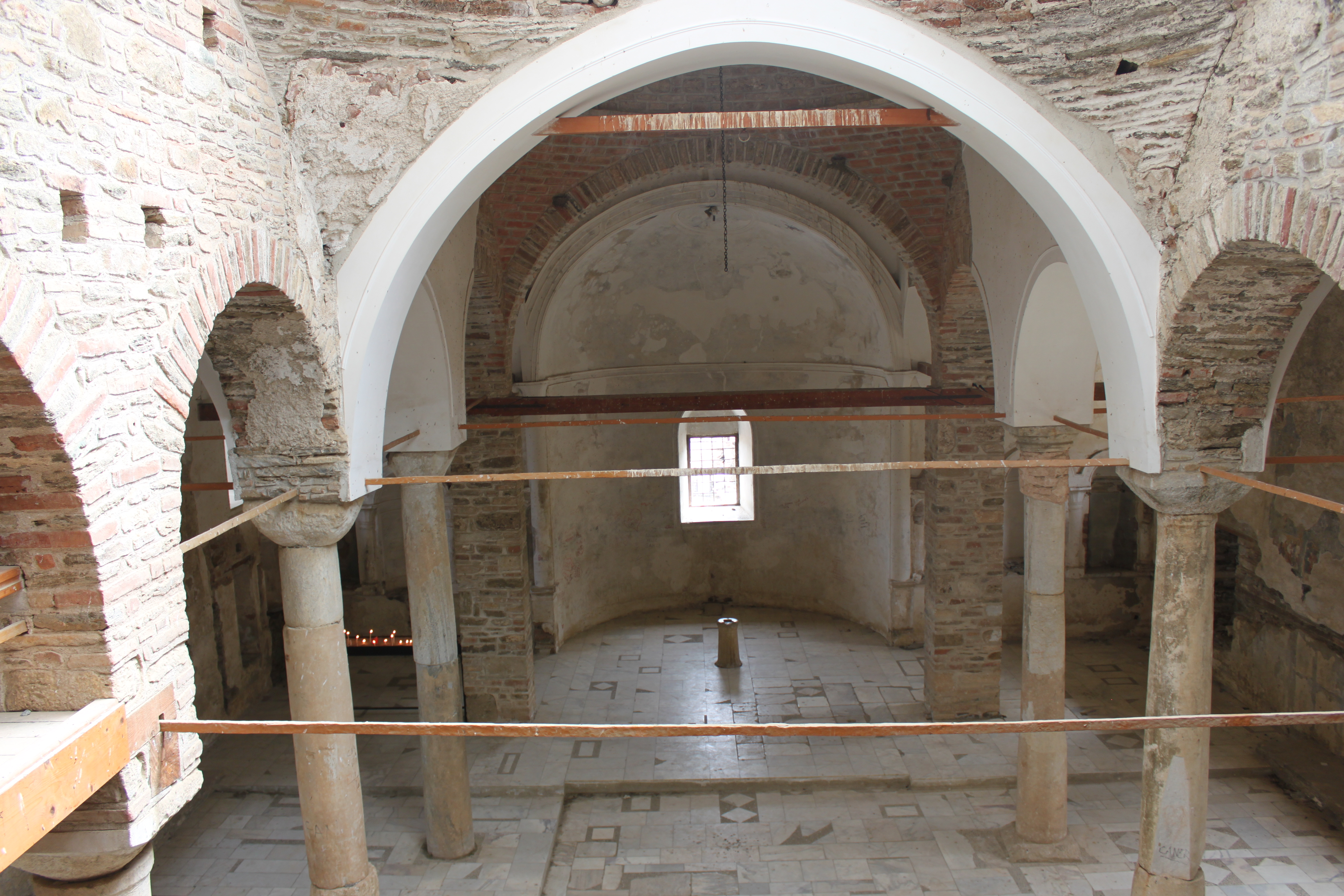
Innenansicht der Johanneskirche
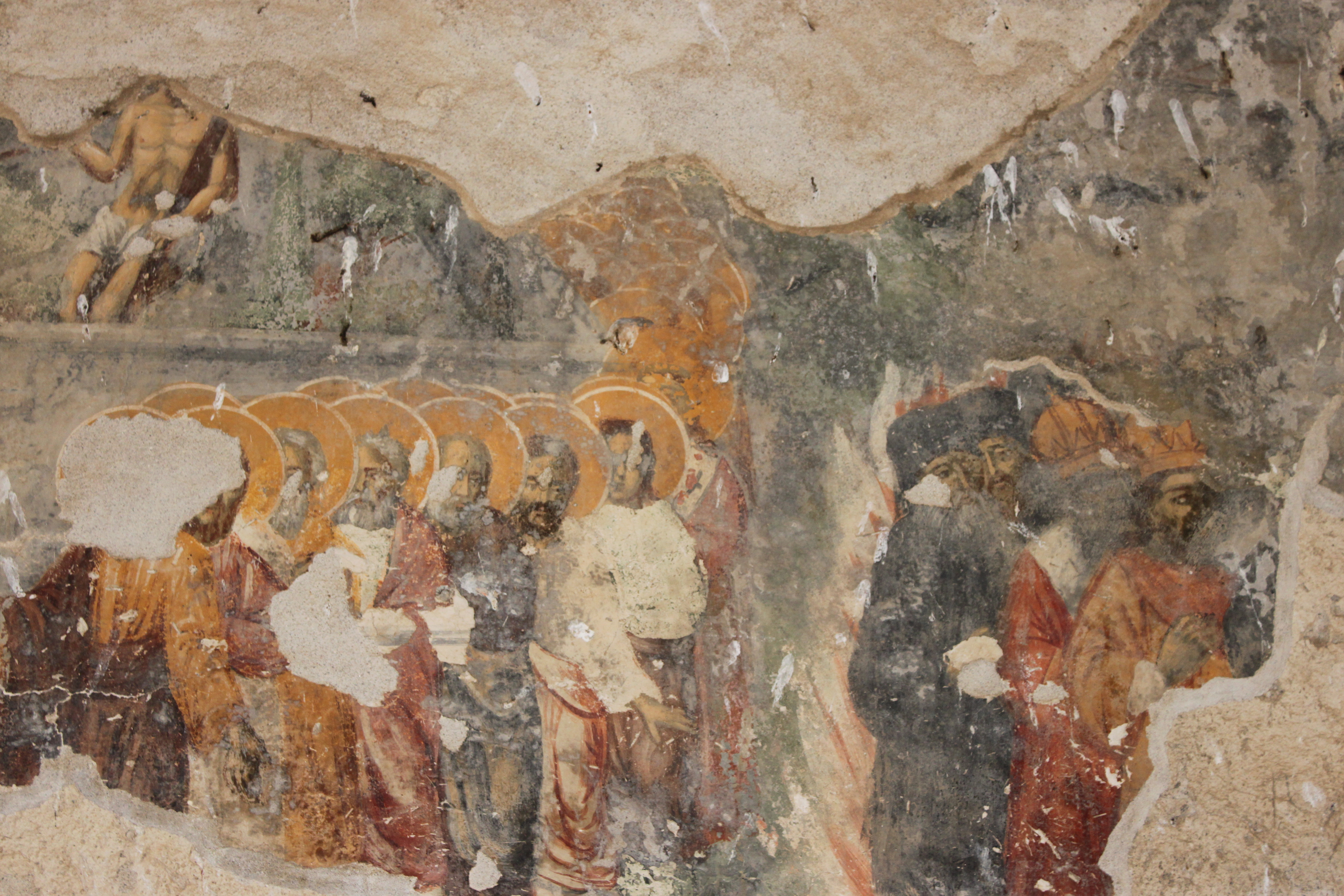
Fresken in der Johanneskirche
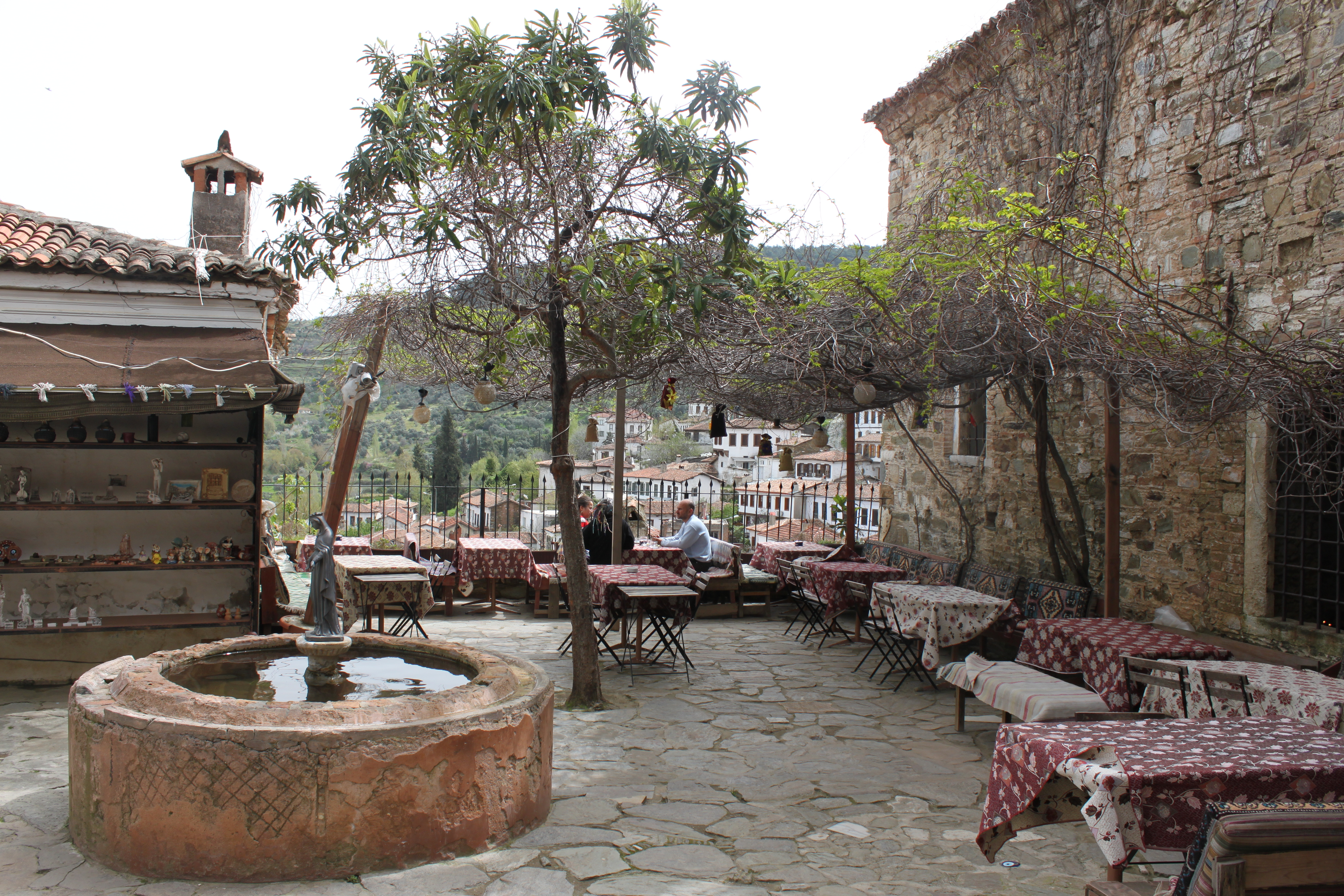
Platz an der Kirche